# Allopodion
Allopodion is een geslacht van eenoogkreeftjes uit de familie van de Anchimolgidae. De wetenschappelijke naam is voor het eerst geldig gepubliceerd in 1978 door Humes.

## Soorten
- Allopodion mirum Humes, 1978
- Allopodion ryukyuensis Kim I.H. & Yamashiro, 2007